# Samvel Karapetian
Samvel Karapetian (arménien : Սամվել Կարապետյան) né le 30 juillet 1961 à Erevan et mort le 27 février 2020 dans cette même ville, est un historien arménien et spécialiste de l'architecture médiévale. Il étudie plus particulièrement les monuments historiques de l'Arménie, du Haut-Karabagh et d'autres régions du Caucase du Sud.

## Travaux de recherche
Karapetian étudie et catalogue pendant plus de deux décennies des milliers de monuments appartenant à l'histoire et à l'architecture arméniennes. Il dirige la branche d'Erevan de l'ONG Fonds de recherche sur l'architecture arménienne (RAA). 

## Engagement politique
Karapetian est connu pour ses critiques virulentes du traitement réservé aux monuments arméniens en Turquie : il soutient que la Turquie pratique une politique de négligence intentionnelle et de destruction planifiée de ces monuments, constituant ainsi un génocide culturel. Il présente également des preuves accusant la Géorgie et l'Azerbaïdjan de destruction délibérée de monuments historiques arméniens. Il présente ses conclusions au Congrès américain en 2007 et à la Cour européenne des droits de l'homme en 2008.
Karapetian est également un critique public de l’Église apostolique arménienne et un militant pour la séparation de l’Église et de l’État en Arménie.
En 2007, Karapetian reçoit le prix présidentiel arménien des sciences humanitaires pour ses travaux et, en 2020, il reçoit à titre posthume la médaille Movses Khorenatsi des mains du président arménien.
Les prises de position de Karapetian lui valent quelques critiques. Dans son livre controversé Black Garden: Armenia and Azerbaijan through Peace and War paru en 2003, le journaliste britannique Thomas de Waal exprime son désaccord avec ses affirmations concernant la ville de Kelbadjar, au Haut-Karabagh. Il est estime que l'arménité de la ville n'a pas lieu d 'être, la population arménienne l'ayant quittée depuis un siècle, et que le terme de « libération » de la ville est malvenue dans le contexte de la première guerre du Haut-Karabagh qui voit l'expulsion de près de 50000 habitants azéris et kurdes. Selon de Waal, Karapetian privilégie le passé au présent et considère les « Turcs » comme des « intrus ».

## Œuvres publiées
- (hy) Բուն Աղվանքի հայերեն վիմագրերը (Armenian Lapidary Inscriptions in Caucasian Albania Proper). Yerevan: Gitutiun Publishing, 1997.
- (hy) Վրաց Պետական Քաղաքականությունը և հայ մշակույթի հուշարձանները, 1988–1998 (Georgian State Policy and Historical Armenian Monuments, 1988–1998). Yerevan: Gitutiun Publishing, 1998.
- (en) Armenian Cultural Monuments in the Region of Karabakh, Trad. Anahit Martirossian. Yerevan: Gitutiun Publishing, 2001  (ISBN 5-8080-0468-3)
- (hy) Ջավախքի Պատմական Հուշարձանները (The Historical Monuments of Javakheti). Yerevan: Gitutiun Publishing, 2001.
- (hy) Կովկասյան թանգարանի Հայկական հավաքածուն (The Armenian Collection of the Caucasian Museum). Yerevan: Gitutiun Publishing, 2004.
- (hy) Հյուսիսային Արցախ (Northern Artsakh). Yerevan: Gitutiun Publishing, 2004.
- (hy) Հայերը Կախեթում (The Armenians of Kakheti). Yerevan: Gitutiun Publishing, 2004.